# Wachtang (Achwlediani)
Wachtang, imię świeckie Badri Achwlediani (ur. 25 listopada 1953 w Cageri) – gruziński duchowny prawosławny, od 2013 tytularny metropolita Curtaweli, odpowiedzialny za wiernych mieszkających w Szwecji.

## Życiorys
2 stycznia 1977 otrzymał święcenia diakonatu, a 18 kwietnia 1978 prezbiteratu. 2 sierpnia 1982 przyjął chirotonię biskupią. 26 kwietnia 2009 podniesiony został do godności metropolity. W latach 1982–1984 był biskupem Agarak Calka, następnie: Czkondidi (1984–1988), Urbnisi (1988–1995), Samtawisi (1995–2002), Margweti (2002–2013).